# Dionysos (Oper)
Dionysos ist eine „Opernphantasie nach Texten von Friedrich Nietzsche“ (weiterer Untertitel: „Szenen und Dithyramben“) von Wolfgang Rihm mit einem Libretto des Komponisten nach Nietzsches Dionysos-Dithyramben. Die Uraufführung erfolgte am 27. Juli 2010 im Haus für Mozart in Salzburg.

## Inhalt
Hauptfigur der Oper ist „N“. Dieses Kürzel steht symbolhaft für den Dichter Nietzsche, aber auch für Dionysos, mit dem sich der historische Nietzsche identifizierte. Manche Szenen, wie die Ruderfahrt über den Vierwaldstättersee, die Bordellszene oder die Schlussszene mit dem Pferdekuss auf dem Marktplatz in Turin, beziehen sich auf Begebenheiten aus Nietzsches Leben. Dennoch handelt es sich nicht um eine biographische Oper, sondern um eine spielerische Verarbeitung des Dionysos-Mythos und dessen Bedeutung. Die Handlung verläuft nicht linear, sondern stellt verschiedenartige Lebensbilder vor.

### Erste Szene. Ein See
Der verlebte Dichter N. (Nietzsche) kommt als zunächst stummer Wanderer auf die Bühne. Zwei Nymphen necken ihn lachend („Mich willst du…“). Eine von ihnen entpuppt sich als Nietzsches unerreichbare Geliebte Cosima von Bülow. Sie umgarnt ihn. Er versucht vergeblich, ihr in seinem Ruderboot über den Vierwaldstättersee zu entkommen. Dabei wird er zum Gott Dionysos, der zu Ariadne spricht: „Ich bin dein Labyrinth“. Ähnlich wie die Rheintöchter in Wagners Rheingold erscheinen drei Delphinmädchen und stimmen Vokalisen an. Ein junger Mann, der „Gast“ (das historische Vorbild ist Heinrich Köselitz), taucht auf und gewinnt Ariadne für sich.

### Zweite Szene. Auf dem Gebirge
N. und der Gast, sein erfolgreicheres Alter-Ego, reisen gemeinsam über die Berge. Die gefährliche Gebirgstour wird mit entsprechend schroffen klanglichen Mitteln dargestellt. Es gibt klaffende Abgründe und Unwetter. Gegen Ende wandelt sich die Stimmung: „Die Luft geht fremd und rein. Tag meines Lebens! Die Sonne sinkt.“ Es bleibt der Blick auf das Gipfelkreuz – Dionysos der Gekreuzigte.

### Dritte Szene. Drei Innenräume
Auf der Suche nach der Liebe und der Wahrheit wandern N. und der Gast umher. Sie geraten in ein Bordell, wo sie von den vier Esmeralda-Mädchen umschwärmt werden. N. und der Gast streiten miteinander. N. trägt wie bei einem Liederabend das Wanderer-Lied vor, wobei ihn der Gast pantomimisch an einer Klavierattrappe begleitet und einen Flötenspieler imitiert. Den Höhepunkt dieser Szene bildet der von den Frauen verfremdet gesungene Bach-Choral „Es ist genug“ (aus O Ewigkeit, du Donnerwort, BWV 60) mit seiner prägnanten Ganztonreihe. Der Gast bzw. jetzt Apollon wird von den Frauen/Mänaden in Stücke gerissen. Apollon kehrt aber ins Leben zurück und zieht N. in dessen Arbeitszimmer wie in der Legende seinem Rivalen Marsyas lebendig die Haut ab. Chor und Orchester tosen entfesselt auf. Die abgezogene Haut entwickelt ein Eigenleben.

### Vierte Szene. Ein Platz
Die letzte Szene stellt eine Anekdote aus dem Leben Nietzsches dar. Dieser beobachtete am 3. Januar 1889 in Turin einen Kutscher, der sein Pferd brutal auspeitschte. Nitzsche kniete sich daraufhin vor dem Pferd nieder, umarmte und küsste es aus Mitleid. Die Oper endet mit einem Maskenzug, einem instrumentalen Epilog und einem kurzen Solo Ariadnes. „Im rasch einbrechenden Dunkel sieht man gerade noch, dass sich alle auf der Bühne versammelten Figuren sehr ruhig zum Publikum hin verneigen.“

## Gestaltung
Den Text der Opernphantasie stellte Rihm selbst zusammen. Er basiert auf Worten aus Nietzsches Spätwerk Dionysos-Dithyramben, die Rihm aber fragmentierte und neu zusammenfügte. Rihm selbst sagte: „Jedes Wort, das gesungen wird, stammt von Nietzsche. Aber der Text ist von mir.“ Er wählte die vertonten Textstellen anhand seiner Kompositionsvorstellungen aus. Die Musik hatte Vorrang vor dem Text.
Im Programmheftinterview mit Max Nyffeler äußerte sich Rihm auch über den Begriff der „Phantasie“: „Ich glaube, dass das Musiktheater mehr ‚Zauberflöte‘ braucht. Mehr Machwerk. Plötzliches Auftreten von Wächtern. Nebel. Eine Schlange. Drei Damen. Das ist Oper! […] Sie findet ihre Möglichkeiten in Situationen, die nicht alltäglich sind.“
In der Frühkritik der Zeitschrift Opernwelt wurde der überbordende „Nachhall spätromantischer Klangsinnlichkeit“ der Musik hervorgehoben, die oft an Richard Strauss oder Johannes Brahms gemahnt.
Die Oper ist Rihms erste „autobiographisch aufgeladene“ und zugleich seine erste komische Oper.

### Instrumentation
Das Orchester benötigt die folgenden Instrumente:
- Holzbläser: zwei Flöten (2. auch Piccolo), zwei Oboen (2. auch Englischhorn), zwei Klarinetten in A, Bassklarinette in B, zwei Fagotte (2. auch Kontrafagott)
- Blechbläser: vier Hörner in F, zwei Trompeten in C, drei Posaunen, Basstuba
- Pauken, Schlagzeug (fünf Spieler)
- zwei Harfen
- Celesta, Klavier
- Streicher: Violine 1, Violine 2, Bratschen, Violoncelli, Kontrabässe

## Werkgeschichte
Dionysos ist Wolfgang Rihms elftes Bühnenwerk. Diese „Opernphantasie“ entstand, nachdem er sich bereits fünfzehn Jahre lang mit der Idee einer Dionysos-Oper beschäftigt hatte, schließlich als Kompositionsauftrag der Salzburger Festspiele, der Staatsoper Unter den Linden Berlin und der De Nederlandse Opera. Sie ist „in Freundschaft“ dem Dirigenten Ingo Metzmacher gewidmet, der auch die Uraufführung leitete. Rihm schrieb sie vorwiegend zwischen Dezember 2009 und Mai 2010 und schickte sie abschnittsweise an Metzmacher. Den Schluss stellte er erst in letzter Sekunde fertig, da die Idee für den Maskenzug und den Orchesterepilog auf sich warten ließ.
Bei der Uraufführung am 27. Juli 2010 im Haus für Mozart Salzburg sangen und spielten Johannes Martin Kränzle (N.), Mojca Erdmann (1. hoher Sopran), Elin Rombo (2. hoher Sopran), Matthias Klink („Ein Gast“ / Apollon), Virpi Räisänen (Mezzosopran), Julia Faylenbogen (Alt), Uli Kirsch („Die Haut“). Das Deutsche Symphonie-Orchester Berlin und die Konzertvereinigung Wiener Staatsopernchor standen unter der musikalischen Leitung von Ingo Metzmacher. Die Regie hatte Pierre Audi, das Bühnenbild stammte von Jonathan Meese, die Kostüme von Jorge Jara, das Licht von Jean Kalman, die eingespielten Videos von Martin Eidenberger und die Dramaturgie von Klaus Bertitsch. Die Zeitschrift Opernwelt kürte die Aufführung zur „Uraufführung des Jahres“.
Die Produktion wurde ab dem 8. Juni 2011 in Amsterdam und ab dem 8. Juli 2012 in der Staatsoper im Schiller Theater in Berlin gegeben. Am 8. Februar 2013 hatte eine Neuproduktion des Theaters Heidelberg mit einer Inszenierung von Ingo Kerkhof Premiere.
Ein Mitschnitt der Salzburger Uraufführung wurde auf DVD herausgegeben.